# Pierre de Bar (cardinal)
Ne doit pas être confondu avec Pierre de Bar.
Pierre de Bar, aussi Pedro de Barro et Pietro da Bar-sur-Aube
(né à Bar-sur-Aube en comté de Champagne, et mort à Pérouse le 19 juin 1252) est un cardinal français du XIIIe siècle.

## Biographie
Pierre de Bar est doyen de l'église de Saint-Maclou à Bar-sur-Aube et professeur à l'université de Paris. Il est chancelier du diocèse de Noyon et est l'auteur de plusieurs sermons.
Il a été prieur de Clairvaux, ensuite abbé de Mores, puis d'Igny.
Le pape Innocent IV le crée cardinal lors du consistoire du 28 mai 1244. Au sein de la curie romaine, il s'occupe de plusieurs dossiers juridiques. Il assiste au premier concile de Lyon (1245) et il est administrateur du diocèse suburbain de Palestrina. Pierre de Bar est demandé pour le diocèse de Noyon, mais le pape le garde à Rome, parce que sa présence au sein de la curie est considérée indispensable. En 1251 il est nommé légat a latere en Espagne.